# جو هاريس (لاعب كرة قدم أمريكية)
جو هاريس (بالإنجليزية: Joe Harris) هو لاعب كرة قدم أمريكية أمريكي، ولد في 6 ديسمبر 1952 في فاييتفيل في الولايات المتحدة.